# 法政騒動

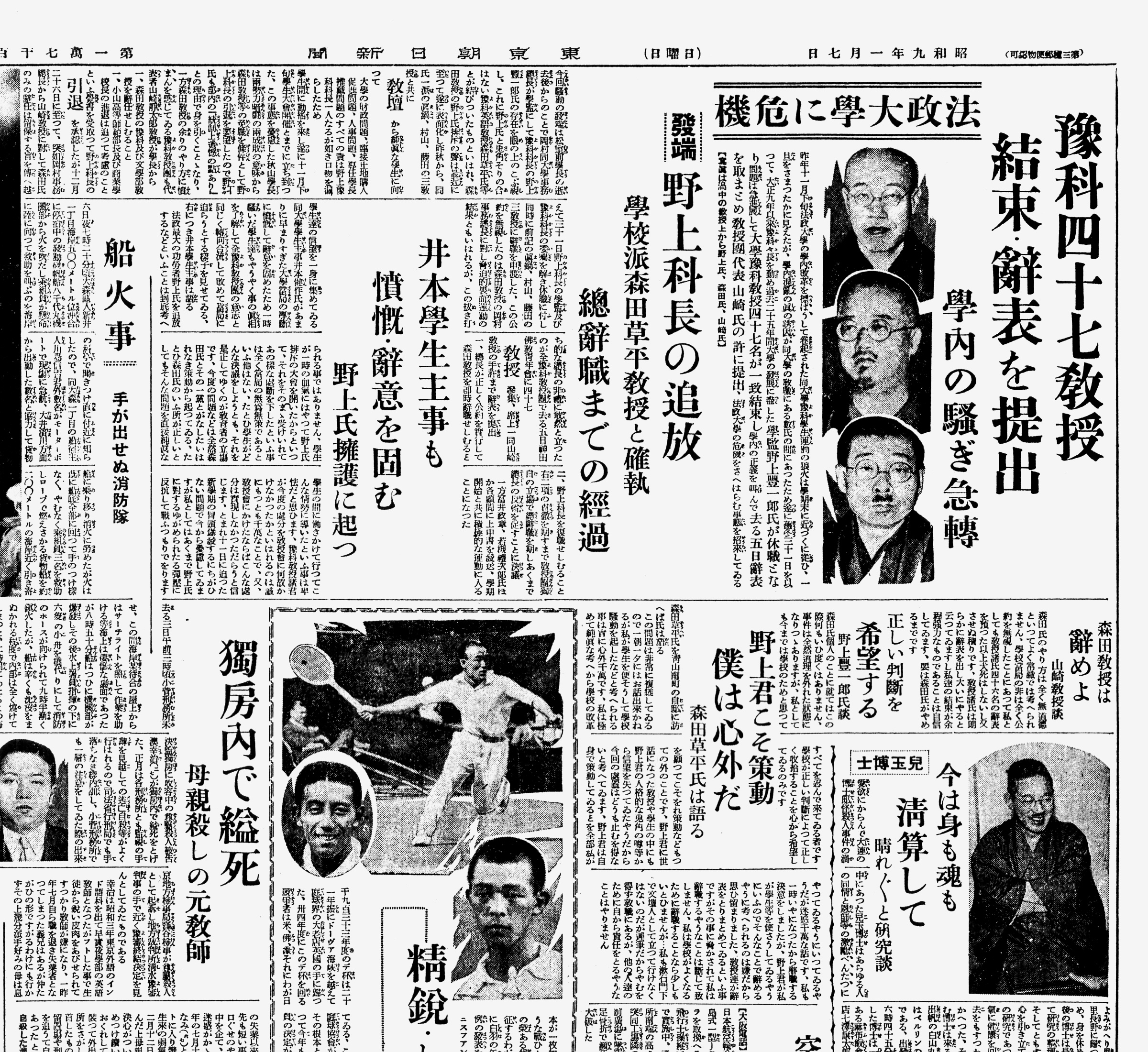
法政騒動を報じる『東京朝日新聞』（1934年1月7日付朝刊15面）

法政騒動（ほうせいそうどう）は、1933 - 1934年（昭和8 - 9年）に法政大学で発生した学校騒動である。

## 概要

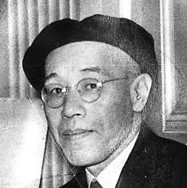
野上豊一郎

1933年（昭和8年）11月、法文学部教授の森田草平から野上豊一郎学監兼予科長を解任すべきとの要望が出された。反野上派は4つのスローガンを掲げて野上の排斥を迫った。
1. 学長問題（他の有力な人物を学長に推すべきだとの声が一部にあった）
2. 隣接地購入問題（大学の隣の旧陸軍用地を購入できないのはなぜか）
3. 財政問題（松室致前学長が残した巨額の負債をどうするのか）
4. 人事行政問題（法政大学出身者をもっと教員に採用せよとの動きもあった）

これらの問題が解決しないのは野上のせいだというのが反野上派の主張であった。
しかし、野上は森田も同様に処分しなければ辞職には応じないと返答したため、12月末、秋山雅之介学長は職権により学監と予科長の職を解き、教授の休職を命じた。さらに1934年（昭和9年）1月11日、野上支持の予科教授・講師47名をも解職し、1月15日には騒動の「経過報告」をパンフレットで発表して事態の沈静化を図った。
その後、秋山学長は体調を崩して5月に辞職し、後任の水町袈裟六総長も就任後わずか1ヶ月ほどで死去したため、騒動の収拾は小山松吉次期総長の手に委ねられた。小山は解職された予科教員を順次復職させ（野上も1941年に復帰）、騒動の一方の責任者である森田草平を1935年10月に解職した。これによって法政大学は表面上平穏を取り戻したものの、解職後に順次復職した教員と騒動中に迎えられた新教員との間の感情的なしこりは長く続いたといわれる。
また、それまで「自由と進歩」を誇りにしていた法政大学の学風は、野上と入れ替わる形で顧問に就任した荒木貞夫（陸軍大将）や、騒動の調停に一役買った校友の竹内賀久治とその一派によって著しく損なわれることになる。